# Derovatellus alluaudi
Derovatellus alluaudi là một loài bọ cánh cứng trong họ Bọ nước. Loài này được Guignot miêu tả khoa học năm 1936.